# Cratere di Talemzane
Talemzane o Madna (in arabo مادنة / تالمزان) è un cratere d'impatto situato in Algeria a 40 km a sud di Hassi Delaa. 
Il suo diametro misura circa 1,75 km e la sua età è stimata a meno di 3 milioni di anni (periodo Piliocene). Il cratere venne studiato per la prima volta nel 1928, poi nel 1950 e nel 1988 dalle Università di Oron e Nizza. Il cratere affiora in superficie.